# جيف هاينز
جيف هاينز (بالإنجليزية: Geoff Hines)‏ هو لاعب اتحاد الرغبي نيوزلندي، ولد في 10 أكتوبر 1960 في Tokoroa ‏ في نيوزيلندا.